# Édouard Delalay

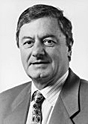
Édouard Delalay

Édouard Delalay (* 6. November 1936 in Saint-Léonard, heimatberechtigt in Saint-Léonard) ist ein Schweizer Politiker (CVP).
Im Jahr 1964 wurde Delalay in seinem Heimatort Saint-Léonard in den Gemeinderat gewählt. Nach acht Jahren im Amt wurde er 1972 Gemeindeammann. Von 1977 bis 1989 war er im Grossen Rat des Kantons Wallis, im Amtsjahr 1987/88 dessen Präsident. Am 21. September 1987 wurde er in den Ständerat gewählt und hatte dort Einsitz bis zum 5. Dezember 1999. Im Amtsjahr 1996/97 war er Ständeratspräsident.
Der gelernte Treuhänder ist verheiratet und hat zwei Kinder. Er wohnt in Saint-Léonard.